# Dziewicza Góra (Horodyszcze)
Dziewicza Góra – porośnięte dębami wzgórze o wysokości 229 metrów, powierzchni 1,54 ha. Znajduje się w miejscowości Horodyszcze-Kolonia, przy drodze wojewódzkiej 812, na trasie Chełm – Włodawa, w gminie Chełm. W 1982 roku uznane za pomnik przyrody.

## Legenda
Według legendy nazwa Dziewicza Góra wiąże się z istnieniem na tej górze klasztoru zamieszkiwanego przez dziewice, który podczas najazdu Tatarów miał zapaść się pod ziemię.